# Brian Turner
Brian Turner (31 luglio 1949) è un allenatore di calcio ed ex calciatore neozelandese, di ruolo centrocampista o attaccante.

## Carriera

### Giocatore

#### Club
Nato in Inghilterra, iniziò la carriera agonistica in Nuova Zelanda tra le file del Mount Albert-Ponsonby nel 1966, che lascerà al termine della stagione per passare all'Eden.
Nel 1968 è ingaggiato dal club londinese del Chelsea, che lascerà la stagione seguente senza aver mai giocato per trasferirsi al Portsmouth, formazione militante nella Second Division.
Con i Pompey gioca quattro incontri prima di trasferirsi al Brentford, in Fourth Division, club con cui ottiene il terzo posto nella stagione 1971-1972.
Nel 1972 torna in Nuova Zelanda, al Mount Wellington, club nel quale rimarrà sino al 1980. Con il club di Auckland vince quattro campionati (1972 , 1974 , 1979  e 1980)  e due Chatham Cup (1973  e 1980).
Nel 1981 si trasferisce in Australia, al Blacktown City che lascerà dopo undici incontri per giocare con i Wollongong Wolves.
Nel 1982 torna in Nuova Zelanda per giocare con il Gisborne City che lascerà dopo una stagione per trasferirsi al Papatoetoe.
Nel 1984 ritorna al Mount Wellington, dove giocherà altre due stagioni prima di chiudere la carriera agonistica all'Eden.	

#### Nazionale
Vestì la maglia della Nuova Zelanda in 59 occasioni segnando 21 reti, esordendovi il 5 novembre 1967 nella sconfitta per 5-3 contro l'Australia.
Partecipò con i kiwi alla Coppa delle nazioni oceaniane 1973, che fu la prima edizione del torneo. Turner, che disputò quattro incontri segnando una rete, vinse con gli All whites la competizione, sconfiggendo nella finale di Auckland la rappresentativa di Tahiti per due a zero.
Fece parte della spedizione All whites ai Mondiali spagnoli del 1982, scendendo in campo nella sconfitta per quattro a zero contro il Brasile.

### Allenatore
Turner è il vice allenatore della Nuova Zelanda, assistente di Ricki Herbert, suo compagno ai Mondiali spagnoli del 1982.

## Palmarès

### Club
- Campionato neozelandese: 4

Mount Wellington: 1972, 1974, 1979, 1980
- Chatham Cup: 2

Mount Wellington: 1973, 1980

### Nazionale
- Coppa d'Oceania: 1

Nuova Zelanda: 1973

### Individuale
- New Zealand Player of the Year: 1974, 1979, 1980
- NZSMA Hall of Fame: 1995